# La Silvia
La Silvia (RV 734) è un dramma pastorale per musica in tre atti di Antonio Vivaldi basato sull'omonimo libretto di Enrico Bissari.
Ebbe la sua prima messa in scena il 28 agosto 1721 al Teatro Regio Ducale di Milano in occasione della celebrazione del compleanno dell'imperatrice romano-germanica Elisabetta Cristina, moglie dell'imperatore Carlo VI d'Asburgo.

## Storia della composizione e della rappresentazione dell'opera
Vivaldi scrisse questo lavoro in un periodo nel quale l'opera lirica era soggetta a una profonda evoluzione. Nel 1720, dopo essersi liberato dai doveri che lo vedevano legato alla corte mantovana "post-Gonzaga", dove egli fu attivo per oltre un anno come maestro di cappella di camera, tornò nella nativa Venezia, dove fu vittima del conservatorismo veneziano capeggiato da Benedetto Marcello, e fu quindi messo in disparte al Teatro Sant'Angelo, tradizionale palcoscenico di rappresentazione delle sue opere. Proprio a causa dell'ambiente operistico ostile nella città lagunare, nel 1721 Vivaldi decise di accettare la commissione di comporre e allestire un nuovo dramma per il capoluogo lombardo.
Quando Vivaldi giunse a Milano, il Regio Ducale era praticamente agli inizi della propria attività: era stato infatti inaugurato quattro anni prima, nel 1717, e il lavoro del Prete Rosso sarebbe stato la quarta opera che vi sarebbe stata rappresentata.
La messa in scena del dramma ebbe molta eco all'epoca, non solo per la presenza di un prestigioso gruppo di artisti, ma anche per le scenografie e per i macchinari, impiegati soprattutto nella scena finale dell'opera. Sfortunatamente nei documenti dell'epoca non è riportato se questo lavoro ebbe o meno successo tra il pubblico milanese. Questa situazione fece sì che il lavoro fu subito oggetto di riprese e Vivaldi fu spesso invitato nei circoli musicali cittadini dopo ogni rappresentazione.

## Il libretto
Il libretto de La Silvia risulta essere in realtà un adattamento dell'omonimo dramma pastorale scritto dal conte Enrico Bissari e rappresentato per la prima volta al Teatro di Piazza di Vicenza in occasione della Fiera nel maggio del 1710. La Silvia non è un lavoro di forte aspirazione drammatica; combina infatti mitologia e storia, tornando alle origini della storia romana, e in particolare si lega alla tribolazione di Rea Silvia, figlia di Numitore, Re d'Alba, costretta dalla zio Amulio al sacerdozio vestale, e che poi avrebbe dato alla luce Romolo e Remo.

## La partitura dell'opera
Lo spartito originale de La Silvia è andato perduto, ma sono giunte sino a noi diverse arie che quasi sicuramente appartengono all'opera in questione. Otto di queste sono conservate presso la Biblioteca Nazionale di Torino e il Conservatorio Reale di Musica di Bruxelles, mentre altre undici arie che Vivaldi utilizzo nel dramma provengono da altre opere.

## Personaggi e interpreti
| personaggio | tipologia vocale     | primi interpreti, 28 agosto 1721 |
| ----------- | -------------------- | -------------------------------- |
| Silvia      | soprano              | Margarita Gualandi               |
| Elpino      | contralto (travesti) | Anna Bombaciari (o Bombaciara)   |
| Marte       | contralto castrato   | Giovanni Battista Minelli        |
| Nerina      | soprano              | Anna Maria Strada                |
| Egisto      | tenore               | Annibale Pio Fabri               |
| Faustulo    | bass                 | Giuseppe Montanari               |